# حلمسي
حلمسي هي قرية في مقاطعة ميانة، إيران. عدد سكان هذه القرية هو 766 في سنة 2006.